# Âm giai

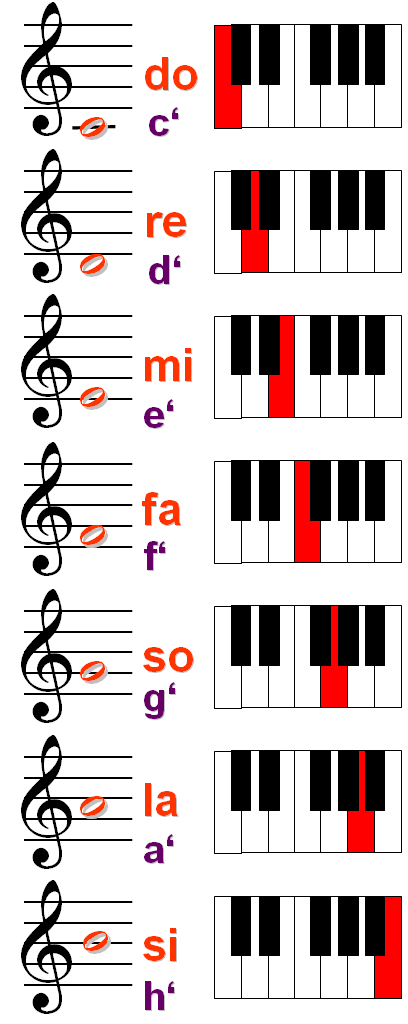
Các nốt và tên gọi tương ứng trên bàn phím dương cầm. Những phím trắng tạo thành thang âm nguyên, những phím đen và trắng tạo thành thang âm nửa cung.

Trong âm nhạc học, âm giai là thuật ngữ tương ứng với tiếng Pháp là "gamme" (gam nhạc) và tiếng Anh là "scale" (thang nhạc), ở Việt Nam đã được dịch phổ biến là giọng nhạc hoặc Việt hóa theo phiên âm từ tiếng Pháp là gam. Từ phần tiếp theo dưới đây của trang này sẽ chỉ dùng duy nhất một từ thuần Việt là giọng, trong ngữ cảnh nói về âm nhạc.
Giọng của một tác phẩm âm nhạc là tập hợp các thanh âm mà từ đó, người ta mới xây dựng được nên giai điệu và hòa âm. Tập hợp này gồm nhiều nhất 12 nốt nhạc trong mỗi quãng tám, xếp theo thứ tự thấp đến cao là: Đô - Đô# - Rê - Rê# - Mi - Fa - Fa# - Son - Son# - La - La# - Si.

## Tổng quan
Mỗi giọng như là một ngôn ngữ. Trong mỗi "ngôn ngữ" này có tập hợp những "chữ cái" riêng, mà mỗi "chữ cái" đó là một nốt nhạc. Về mặt lí thuyết, số lượng các loại giọng gần như là vô hạn; còn trong thực tế, các loại giọng ở những nền văn hóa khác nhau trên thế giới là rất phong phú, có xu hướng: mỗi giọng là quy ước bắt buộc trong nền văn hóa truyền thống đó.

Trong âm nhạc phương Tây rất phổ biến hiện nay, loại giọng thường dùng cho người mới học tập âm nhạc là giọng đô trưởng. Ở mỗi quãng tám của giọng này gồm các nốt theo thứ tự từ thấp đến cao là: Đồ - Rê - Mi - Fa - Son - La - Si - Đố. Khi nhạc phẩm đã xác định là giọng đô trưởng, thì giai điệu của nó thường (tuy không phải là luôn luôn) bắt đầu bằng âm đô, kết thúc cũng phải bằng âm đô, đồng thời giai điệu theo bất kì diễn biến nào, phong phú đến đâu cũng chỉ xoay quanh 7 "chữ cái" này mà thôi, tuy cũng có ngoại lệ. Vì thế, người ta nói giọng quy định giai điệu. Một nhạc phẩm Việt Nam nổi tiếng có giọng đô trưởng ở dạng điển hình kiểu này là nhạc phẩm "Làng tôi" của Văn Cao.

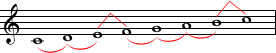
Giọng đô trưởng (C major), thứ tự là: 1 - 2 - 3 - 4 - 5 - 6 - 7 - 8.

Theo quy ước chung, "cái thang" đô trưởng đã có những "bậc thang" được viết tắt bằng các chữ cái lần lượt là: C - D - E - F - G - A - B - C'. Nhưng nếu đánh số thứ tự các nốt trong "cái thang" này bằng chữ số, thì phải "leo" lần lượt các "bậc thang" theo trình tự: 1 - 2 - 3 - 4 - 5 - 6 - 7 mới lên được đến 8, trong đó số 1 (hoặc 8) là âm chủ, giữa 3 với 4 là nửa cung, giữa 7 với 8 cũng là nửa cung. Hợp âm giữa âm chủ với nốt khác được coi là hợp âm thuận gồm hợp âm của 1 với 3 (1+3), 1 với 5 (1+5) và 1+3+5, còn lại là hợp âm nghịch. Vì thế, người ta nói giọng quy định hòa âm.

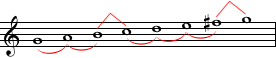
Giọng son trưởng (G major), thứ tự là: 1 - 2 - 3 - 4 - 5 - 6 - 7 - 8.

Trong thang nói trên, khoảng cách cao độ giữa 3 với 4, cũng như giữa 7 với 8 là nửa cung. Do đó, nếu trong một giọng khác, chẳng hạn là son trưởng (G major), thì "bậc thang" bắt đầu bằng son (tức G là âm chủ), nên giai điệu và hòa âm cũng tương tự như trên vừa trình bày. Cụ thể: Nhạc phẩm thường được bắt đầu bằng âm 1 (son) hoặc 3 (si) hay 5 (rê) và kết thúc bằng âm chủ. Một nhạc phẩm Việt Nam nổi tiếng có giọng son trưởng ở dạng này là nhạc phẩm "Tiến quân ca".
- Giữa 3 với 4 vẫn là nửa cung, nhưng giữa 7 với 8 vốn là F với G lại là một cung, nên phải tăng nốt fa lên 1/2 cung, do đó trong khuông nhạc có dấu # (thăng) ở dòng fa cao. Hòa âm vẫn theo quy ước  trên: hợp âm của 1 + 3 (G+B), 1 + 5 (G+D) và 1+3+5 (G+B+D) là thuận tai, còn lại là nghịch.

## Các loại giọng
Có rất nhiều loại giọng trong âm nhạc, nhưng thường gặp nhất là
1. Giọng trưởng (tiếng Anh: major, tiếng Pháp: majeur).
2. Giọng thứ (tiếng Anh: minor, tiếng Pháp: mineur).

Ngoài ra, còn gặp một số giọng khá phổ biến khác:
- Giọng nửa cung (chromatic scale) cấu tạo từ chuỗi nốt cách nhau nửa cung.
- Dựa theo bát âm, người Trung Quốc xưa kia gồm có: ngũ thanh và thập nhị luật. Ngũ thanh là: cung (宮), thương (商), giốc (角), chủy (徵) và vũ (羽). Dựa vào đó, bảy kí hiệu ghi âm trong nhạc phổ Trung Quốc thời xưa là: thượng (上), xích (尺), công (工)、phàm (凡)、lục (六)、ngũ (五) và ất (乙) (tương đương "Hò - Xự - Xang - Xê - Cống"). Thang âm (âm giai) ngũ cung (gamme pentatonique; pentatonic scale) là nền tảng của nhạc cổ truyền Trung Hoa áp dụng cho âm nhạc Việt Nam truyền thống. Chính là ngũ cung sử dụng phổ biến ngày nay[4]